# Marienberg (Übach-Palenberg)
Marienberg is een kerkdorp en wijk van Übach-Palenberg. Het is gelegen op de westoever van de Worm.

## Geschiedenis
In de 2e helft van de 15e eeuw was hier al een kerk welke, na een brand, in 1777 werd vervangen. In 1911 vestigden zich hier de Oblaten van Sint-Franciscus van Sales in Marienberg. In 1944 werd deze kerk door oorlogshandelingen verwoest.

## Bezienswaardigheden
- In 1958 werd de huidige Onze-Lieve-Vrouw Visitatiekerk gebouwd onder architectuur van Norbert Hieronymi. De zaalkerk, in modernistische trant, is van baksteen en wordt gedekt door een zadeldak. De losstaande vierkante bakstenen toren is door een lage gang verbonden met de eigenlijke kerk.
- De Opstandingskerk is een evangelisch kerkgebouw van 1957, ontworpen door Fritz Winter, gelegen aan Schulstrasse 46. In 2011 werd het gebouw onttrokken aan de eredienst.

## Natuur en landschap
Marienberg ligt in het dal van de Worm op een hoogte van ongeveer 115 meter. In het oosten ligt deze rivier, geflankeerd door het Naherholungsgebiet Wurmtal, een natuur- en recreatiegebied.
Boscheln · Frelenberg · Holthausen · Marienberg · Palenberg · Rimburg · Scherpenseel · Siepenbusch · Stegh · Übach · Windhausen · Zweibrüggen

Kreis Heinsberg · Regierungsbezirk Keulen · Noordrijn-Westfalen